# 鹿島鉄道キハ600形気動車

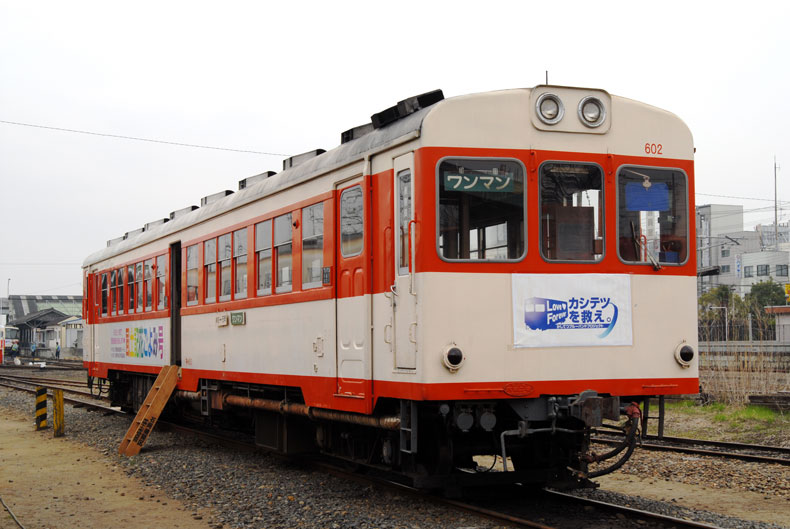
鹿島鉄道キハ600形602

鹿島鉄道キハ600形気動車（かしまてつどうキハ600がたきどうしゃ）は、かつて鹿島鉄道で使用されていた気動車である。

## 概要
鹿島鉄道の前身である鹿島参宮鉄道および常総筑波鉄道、関東鉄道が1964年から1966年にかけて合計11両を譲受した元国鉄キハ07形のうち、キハ42500形42503・42504の2両を関東鉄道が近代化改造し、鉾田線用のキハ600形601・602としたものである。
同様に元キハ07形を改造した常総線用の車両として、キハ610形が存在する。
2両とも元は1936年および1937年製・半鋼製2軸ボギー機械式変速という古典的な仕様の流線型気動車であったが、1960年代末期以降1990年代に至るまで、液体式変速機への換装、総括制御化、前部形状の改造、ワンマン運転対応、冷房装置の搭載など、時代に即した度重なる改造を受けながら、輸送力のある大型車として重用され続けた。
2007年3月31日の鹿島鉄道線廃止に伴い廃車となったが、国鉄からの払い下げ入線後だけでも40年以上の長きに渡って運用されていた。運用終了時点で、この2両の製造時からの車齢は70年以上に及び、日本国内の気動車としては営業運転期間の史上最長記録を達成している。
廃車後、キハ602は解体処分されたが、キハ601は2009年12月25日から鉾田市内の温泉施設「ほっとパーク鉾田」に保存展示されている。

## 仕様

### 国鉄時代
- キハ601・602はもともとは1935年から1937年にかけて62両 (42000 - 42061) が製造されたキハ42000形のうちのそれぞれキハ42032・42036である。前頭部が6枚窓の半流線形の半鋼製、3扉セミクロスシートの機械式ガソリン動車[注釈 2]で、戦前日本の量産形気動車としては最大級のものであった。
- 太平洋戦争前後の燃料統制に伴う運用休止を経て、戦後まで残存した車両は、1946年以降、部分的に運用を再開したが、ガソリン供給不足で実際の稼働率は低かった。
- 1950年には燃料不足により千葉地区と新潟地区およびキハ42000形22両に対して床下にガスボンベ[注釈 3]の搭載ほかラジエーターの移設など所要の改造を実施し、キハ42200形としたが[注釈 4]、キハ42032・42036についても新小岩工場でそれぞれキハ42200形キハ42205・42207に改造され、千葉地区で使用された。
- その後の軽油燃料の供給状況の改善と、150PS級の出力を持つ気動車用DMH17型ディーゼルエンジンの実用化により、キハ42000系列の気動車は1951年・1952年にディーゼル動車のキハ42500形に改造されることとなり、キハ42205・42207についても新小岩工場でディーゼル機関に換装してキハ42500形42538・42531となった。
- 1957年の称号改正によりキハ07形0729・0732に改番されて1964年・1966年に廃車となるまで使用され、廃車後はそれぞれ長野工場と名古屋工場に保管されていた。

### 鹿島参宮鉄道・関東鉄道キハ42500形
- 鹿島参宮鉄道がキハ0739を譲受してキハ42500形42503とし、1965年から鉾田線で使用した。また、関東鉄道となった後の1966年にはキハ0732を譲受して同じくキハ42500形42504としてこちらも鉾田線で使用した。
- 譲受後もほぼ国鉄時代の半流線型、機械式のまま使用されていたが、1968年と1967年に液体変速機を取り付けて液体式とし、室内をセミクロスシートからロングシートに変更する改造を、1970年には室内灯を蛍光灯化する改造を実施した。なお、液体式化後も総括制御はできず、2両以上の編成で運行する際にはそれぞれに運転士が乗務していた。
- 関東鉄道時代の車体の塗装は、下半分オレンジ、上半分クリーム色をベースに、車体裾部にクリーム色、オレンジ部分の上辺に赤色、雨樋下部分にオレンジ色のそれぞれ細帯を入れたものであった。
- 時期は不明（国鉄時代の可能性もあり）であるが雨樋が設置され、ドアがプレスドア化されていたほか、キハ42504は大形の前照灯を台座を介して通常より高い位置に設置していたのが特徴であったほか、外板の貼替を実施しており車体裾部のリベットがなくなっていた。

### 関東鉄道・鹿島鉄道キハ600形

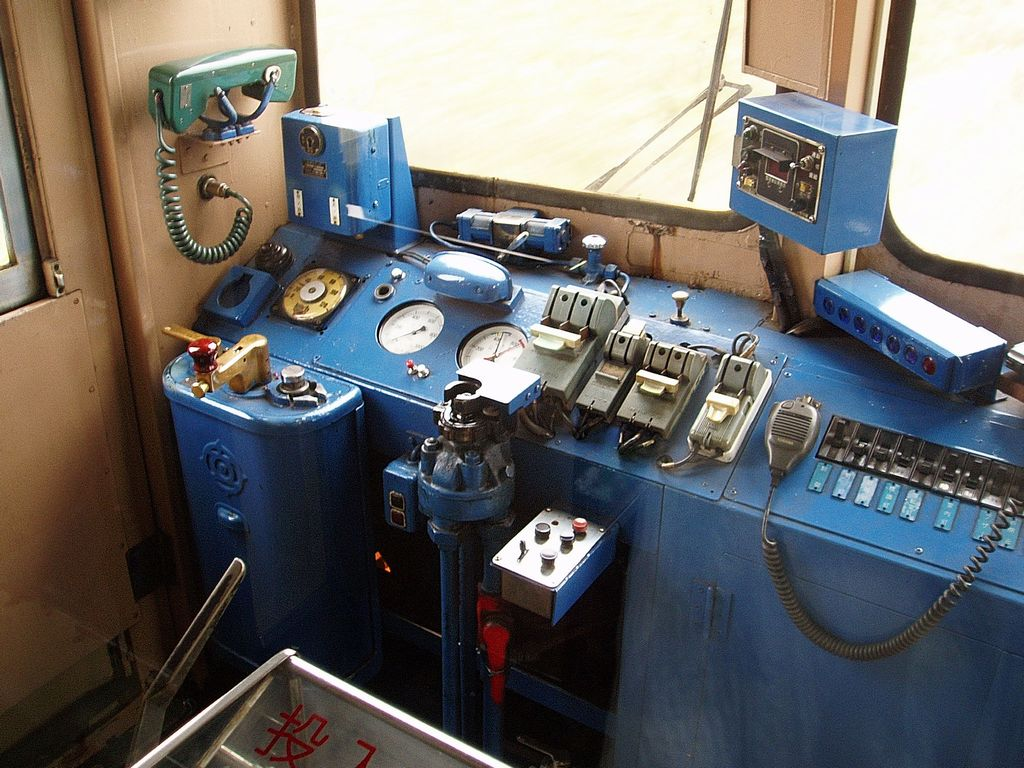
鹿島鉄道キハ600形601の運転台

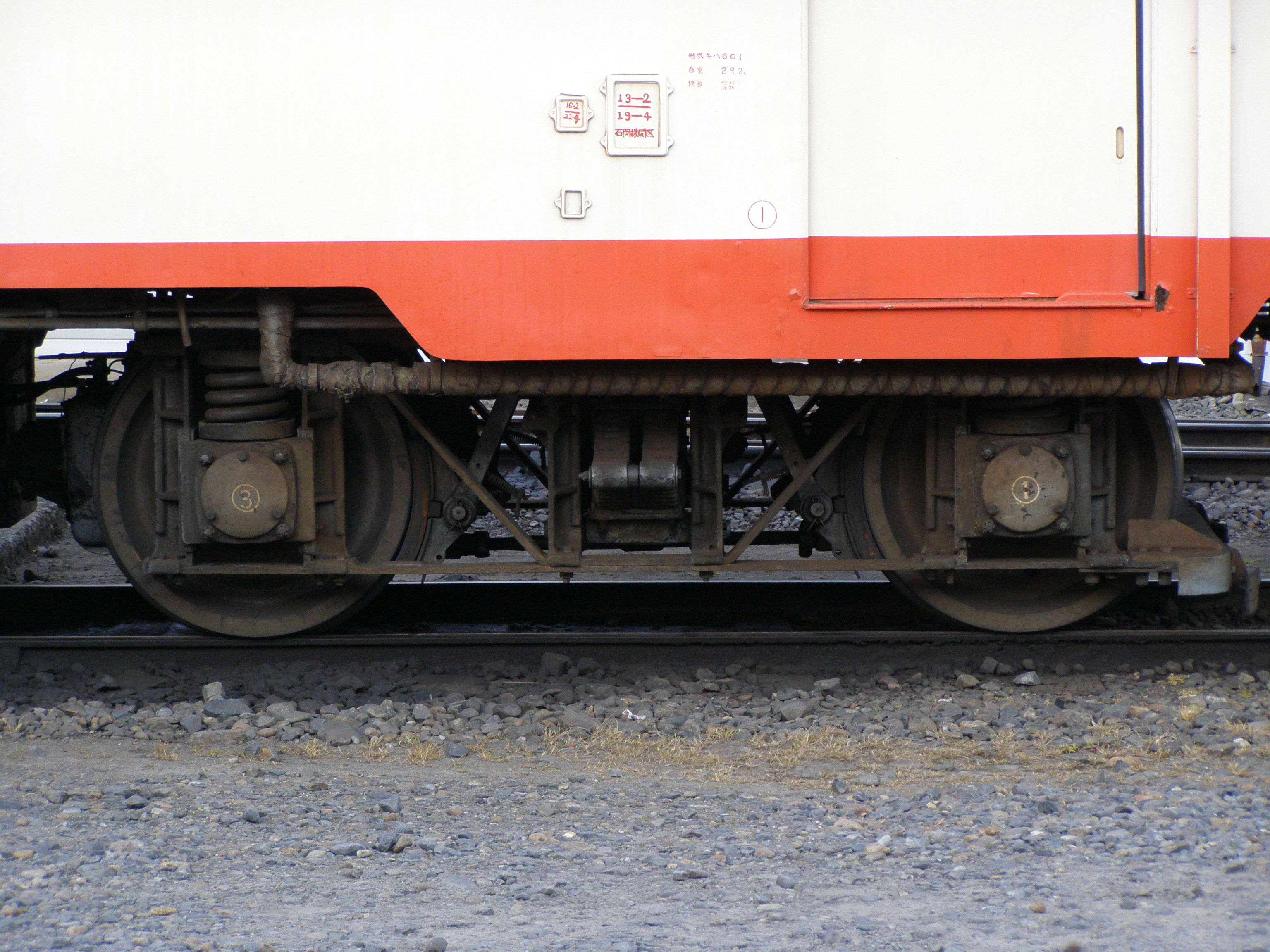
台車

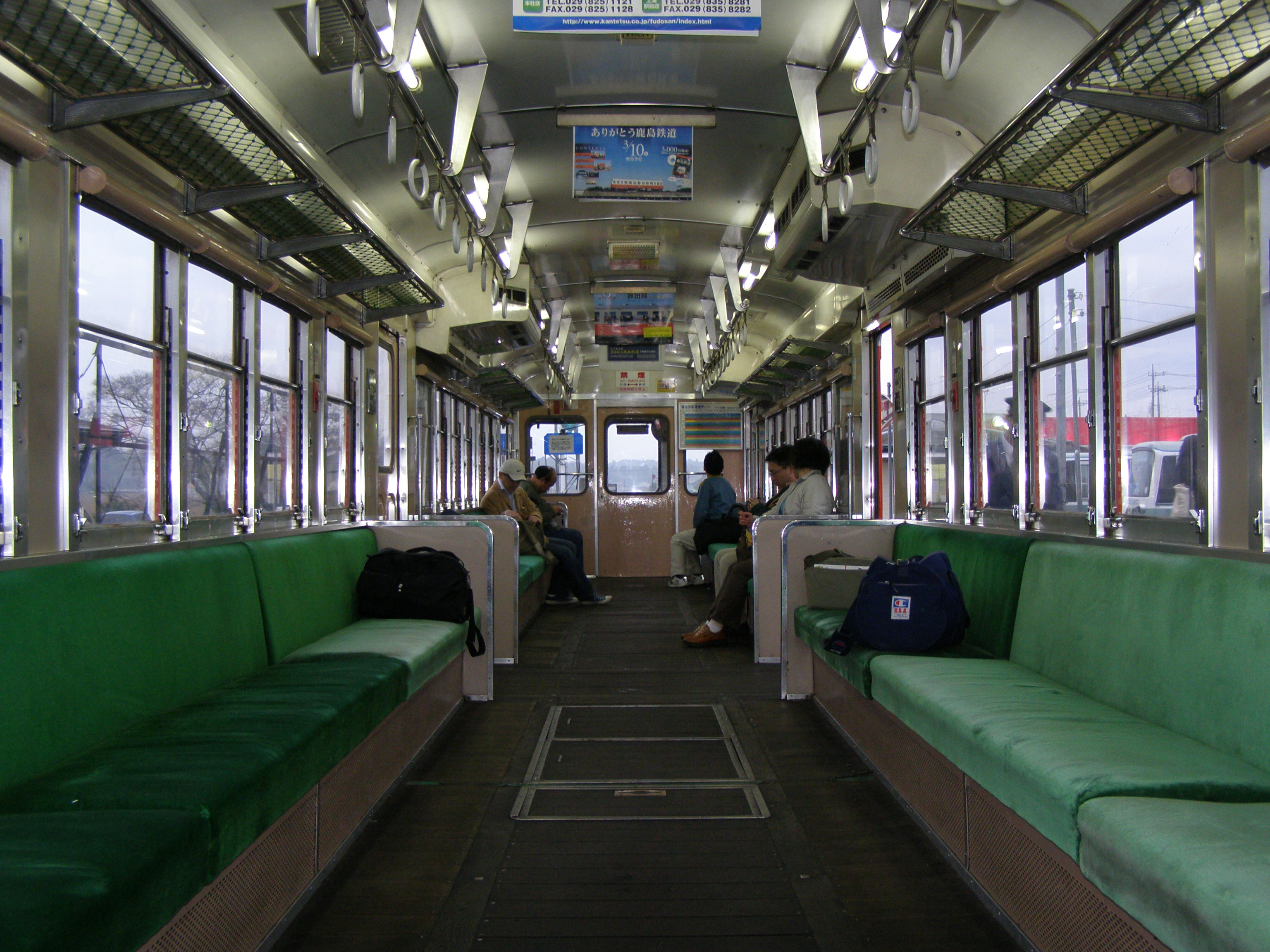
車内

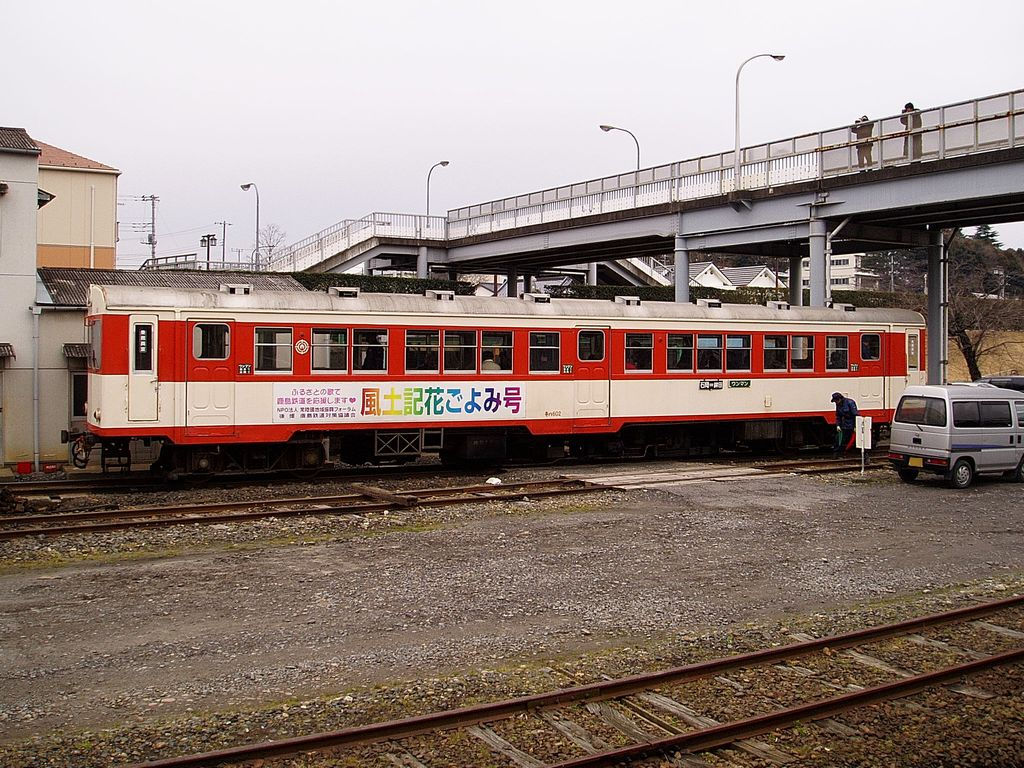
鹿島鉄道キハ600形602の側面

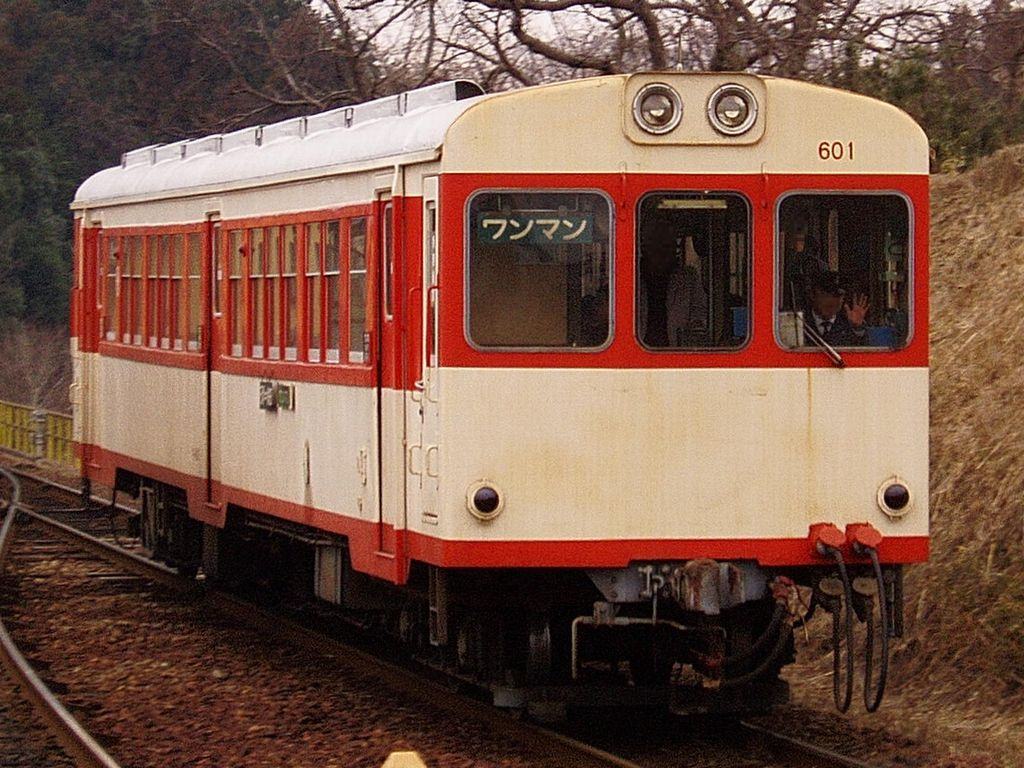
鹿島鉄道キハ600形601　車体中央部が若干垂下しているのが分かる

- 関東鉄道は手持ちの元キハ07形11両について、1972年から1975年にかけて順次近代化改造を実施し、鉾田線のキハ42503・42504については西武所沢車両工場でキハ600形601・602へ改造を行った。なお、同じ鉾田線のキハ42500形のうち42501・42502については常総線用のキハ610形615・612となった。
- 車体前頭部は半流線型から切妻式となり、正面貫通扉付で、その上にシールドビーム式前照灯を2灯をまとめてケースに入れて設置、尾灯は車体下部の左右に配置したスタイルで後のキハ310形や若干配置が変更となったキハ0形に至るまでの関東鉄道の標準スタイルとなった。
- 車体側面は乗務員室扉が設置されたほかはキハ07形のままの窓扉配置dD1231D1321Ddで、窓は700mm幅の2段窓ままながらアルミサッシ化されており、扉は850mm幅のプレスドアで高さ260mmのステップ付であった。
- 車体は当初は改造前と同じ塗装であったが、後に下半分オレンジ、上半分クリーム色、屋根が銀色に変更された。その後KR-500形の登場後の一時期にKR-500と同様のクリーム色をベースに窓下にアイボリーとパープルの2色ラインを入れたものとなったが1997年に再変更されてクリーム色をベースに窓周りと車体裾部をオレンジとした国鉄急行形気動車と同様のものとなり[1]、最後までこの塗装で使用された。
- 室内は壁面がベージュ、天井が白の化粧板、床が木製の床油引きで、緑色のロングシートをドア間に配置していた。天井には蛍光灯16灯と換気口、スピーカーボックス、吊手を設置したが扇風機は最後まで設置されなかった。
- 走行装置等床下機器は総括制御化され、車端部にジャンパ栓がついた以外は大きくは変化しておらず[注釈 5]、台車もTR29のままであった。
- 1987年にはワンマン運転に対応するための工事が実施され、正面の貫通扉を埋めて運転台の機器配置を変更し、運転台には車掌スイッチ、ワンマン用の放送装置、運賃箱および運賃箱・整理券発行器の制御装置などを設置、客室には整理券発行器、非常停止スイッチ（非常弁引綱）、非常通報スイッチを設置した。
- 1994年には冷房化改造を実施し、床下にサブエンジン式の冷房装置を、室内2箇所にその室内ユニットを設置[注釈 6]した。
- その他、その後の改造としてATSの設置、機関排気の屋根上排気化、台車の車端側に排障器を兼ねた端梁を設置、スポーク車輪からプレート車輪へ変更、601の客扉をステンレス製に変更、602の鉾田寄りの台車にフランジ塗油器の取付などが挙げられる[注釈 7]。
- キハ07系は軽量構造の車体で車体中央の出入口のステップで台枠が切欠かれていたためか、経年で車体中央が垂下するものが多かったがキハ600形にもその傾向が見られた。

### 主要諸元
（1983年1月現在）
- 最大寸法 : 全長19716/19694mm（キハ601/602）、全幅2728mm、全高3550mm
- 自重 : 28.4/27.0t（キハ601/602）
- 定員 : 120名（座席58名）
- 走行装置
  - 機関 : DMH17、水冷4ストロークディーゼル機関[注釈 8]
  - 変速機 : DF115液体変速機[注釈 9]
  - 減速比 : 2.976
- 台車 : TR29（菱枠式1軸駆動台車）
- ブレーキ装置 : GP空気ブレーキ、手ブレーキ
- 室内灯 : 20W蛍光灯×16灯

## 歴史

### キハ601
- 1936年10月26日 キハ42032竣工（川崎車輌）
- 1950年5月 天然ガス動車キハ42200形42205に改造（新小岩工場）
- 1952年1月 ディーゼル動車キハ42500形42528に改造（新小岩工場）
- （1955年3月15日 この時点では遠江二俣機関区に配置）
- 1957年4月1日 称号改正によりキハ07形のキハ0729となる（長野機関区）
- 1964年3月30日 廃車（最終配置長野機関区、廃車後長野工場に保管）
- 1965年3月15日 鹿島参宮鉄道に譲受認可、キハ42500形42503となる
- 1960年6月1日 合併により関東鉄道キハ42500形42503となる
- 1968年6月1日 液体式化およびロングシート化改造認可
- 1970年10月26日 室内灯蛍光灯化改造届
- 1972年12月25日 総括制御化、前頭部改造（西武所沢車両工場）および改番認可、キハ600形601となる
- 1979年4月1日 関東鉄道分割により鹿島鉄道キハ600形601となる
- 1982年9月 車体修繕工事施工（日本電装）
- 1987年10月15日 ワンマン化改造（日本電装）
- 1994年7月12日 冷房化改造
- 2007年3月31日 営業運転終了
- 2008年2月1日 動態保存が決定（鉾田駅跡地）
- 2009年12月25日 ほっとパーク鉾田に移送、引き続き動態保存

### キハ602

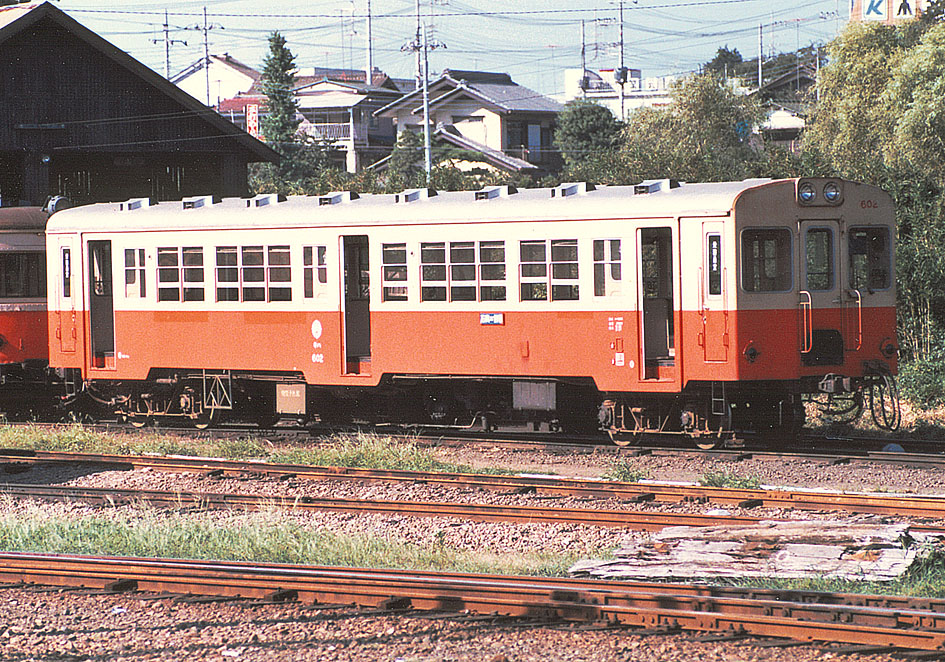
貫通扉があった時の鹿島鉄道キハ600形602（1985年）

- 1937年3月16日 キハ42036竣工（大宮工場）
- 1950年5月 天然ガス動車キハ42200形42207に改造（新小岩工場）
- 1951年12月 ディーゼル動車キハ42500形42531に改造（新小岩工場）
- （1955年3月15日 この時点では遠江二俣機関区に配置）
- 1957年4月1日 称号改正によりキハ07形のキハ0732となる（長野機関区）
- 1966年2月23日 廃車（最終配置多治見機関区、廃車後名古屋工場に保管）
- 1967年12月4日 関東鉄道に譲受認可、キハ42500形42504となる
- 1968年6月1日 液体式化およびロングシート化改造認可
- 1970年10月26日 室内灯蛍光灯化改造届
- 1972年12月25日 総括制御化、前頭部改造（西武所沢車両工場）および改番認可、キハ600形602となる
- 1979年4月1日 関東鉄道分割により鹿島鉄道キハ600形602となる
- 1981年10月 車体修繕工事施工（日本電装）
- 1987年10月15日 ワンマン化改造（日本電装）
- 1994年7月12日 冷房化改造
- 2007年3月31日 営業運転終了
- 2007年5月28日 解体